# Road to Ruin
Road to Ruin ist das vierte Musikalbum der US-amerikanischen Punkband Ramones. Es wurde von Mai bis Juni 1978 aufgenommen und produziert und im September desselben Jahres bei Sire Records veröffentlicht. Mit diesem Album versuchte die Band durch differenzierteres Songwriting, eingängigere Arrangements und aufwendigere Produktion den Durchbruch im US-amerikanischen Radio zu forcieren. Beabsichtigt war, eine breitere Hörerschaft zu erreichen und so die Verkaufszahlen gegenüber den Vorgänger-Alben zu steigern, was misslang.

## Entstehungsgeschichte
Road to Ruin ist das erste Album der Ramones mit dem neuen Schlagzeuger Marc Bell, der von diesem Zeitpunkt an das Pseudonym Marky Ramone trug. Dennoch war Tommy Ramone an diesem Album maßgeblich beteiligt. Auf allen Songs des Albums spielen Produzent Ed Stasium oder Ex-Schlagzeuger und Co-Produzent Tommy Ramone die zweite Gitarre, um den Gesamtsound der Band voller wirken zu lassen. Zusätzlich wurden in stärkerem Maße als bei vorhergehenden Aufnahmen Band-untypische Musikinstrumente wie Akustikgitarre und Perkussion eingesetzt. Road to Ruin ist das erste Werk der Ramones, das Elemente von Lead-Gitarre enthält.
Das Album wurde bei Erscheinen von der Musikpresse zwiespältig aufgenommen: während einige Rezensionen die technischen Fortschritte der Band lobend hervorhoben kritisierten andere den Verlust der Spontaneität und des ungestümen Witzes der drei vorangegangenen Alben. In der britischen Presse wurde dieser auf Road to Ruin zutagetretende Verlust als Indiz für den Tod der Musikrichtung Punk interpretiert. In den USA verfehlte das Album die Hitparade Top 40; die verkauften Stückzahlen beliefen sich auf etwa 250.000 Alben weltweit.
Im Jahr 2001 wurde Road to Ruin von Rhino Records in erweiterter Fassung wiederveröffentlicht. Die Originaltracks wurden remastert, und die CD enthält alternative Versionen einiger Lieder.

## Grafische Gestaltung
Die Vorderseite der Plattenhülle zeigt eine farbige Karikatur der Band aus der Feder des New Yorker Comiczeichners John Holmstrom, der mit der Gruppe befreundet war. Holmstrom hatte bereits die Rückseite der Plattenhülle sowie die Innenhülle des Vorgängeralbums der Ramones, Rocket to Russia illustriert. Als Vorlage für die Coverillustration benutzte er eine Zeichnung von Ramones-Fan Gus MacDonald, die jedoch noch Tommy Ramone am Schlagzeug zeigte und deshalb neu angefertigt werden musste.
Das Bandfoto auf der Hüllenrückseite von Road to Ruin stammt von Ramones-Manager Danny Fields, die Fotos der einzelnen Bandmitglieder auf der Innenhülle der LP bzw. dem Beiheft (Booklet) der CD-Ausgaben von den Rock-Fotografen Chip „Rock“ Dayton und Bob Gruen. Eine Teilauflage der Erstausgabe der LP war in den USA und in Europa in gelbem Vinyl erhältlich.

## Die Musikstücke des Albums (Auswahl)
- Die Coverversion des Songs Needles and Pins, mit dem die britische Band The Searchers in den 1960er Jahren einen Charts-Hit hatte erzielen können, hatte bereits auf dem Vorgängeralbum der Band, Rocket to Russia erscheinen sollen.
- I Wanna Be Sedated wurde von Joey Ramone während eines Krankenhausaufenthaltes geschrieben, wo er sich wegen Verbrühungen in Gesicht und Rachen behandeln lassen musste. Diese waren durch einen explodierenden Teekessel mit kochendem Wasser verursacht worden, der ihm als Inhalator zur Nasennebenhöhlenbehandlung diente.[5] Das US-Musikmagazin Rolling Stone führt I Wanna Be Sedated auf Platz 144 in seiner Liste der „500 besten Songs aller Zeiten“.[6]
- Don’t Come Close und Questioningly sind die einzigen Songs im Ramones-Repertoire mit Einflüssen von Country-Musik.
- Die US-Hardcore-Band Bad Brains benannte sich nach einem Song des Albums, Bad Brain.[7]
- It’s a Long Way Back von Dee Dee Ramone thematisiert dessen Kindheit in Deutschland.

## Titelliste
(Alle Songs von den Ramones, wenn nicht anders angegeben.)
1. I Just Wanna Have Something to Do (Joey Ramone) – 2:42
2. I Wanted Everything (Dee Dee Ramone) – 3:18
3. Don’t Come Close – 2:44
4. I Don’t Want You – 2:26
5. Needles and Pins (Sonny Bono/Jack Nitzsche) – 2:21
6. I’m Against It – 2:07
7. I Wanna Be Sedated (Joey Ramone) – 2:29
8. Go Mental – 2:42
9. Questioningly (Dee Dee Ramone) – 3:22
10. She’s the One – 2:13
11. Bad Brain – 2:25
12. It’s a Long Way Back (Dee Dee Ramone) – 2:20

Gesamtlaufzeit 31:02 Minuten (LP)

### Titel der erweiterten Neuauflage von 2001
1. I Want You Around (Ed Stasium Version)
2. Rock ’n’ Roll High School (Ed Stasium Version)
3. Blitzkrieg Bop/Teenage Lobotomy/California Sun/Pinhead/She’s The One (Live)
4. Come Back, She Cried a.k.a. I Walk Out (Demo)
5. Yea, Yea (Demo)

## Single-Auskopplungen
- 1978: Do You Wanna Dance? / It’s a Long Way Back to Germany / Cretin Hop (Sire 6078 615)
- 1978: Don’t Come Close / I Don’t Want You (Sire SRE 1031)
- 1978: Don’t Come Close / I Don’t Want You (12" Maxi-Single, Sire SRE 1031)
- 1978: Needles and Pins / I Wanted Everything
- 1979: She’s the One / I Wanna Be Sedated (Sire SIR 4009)